# Vicente Gallo Sobrinho
Vicente Gallo Sobrinho, nascido Vincenzo Gallo (Nápoles, 9 de outubro de 1900 — Bagé, 1986), foi um empresário italiano, radicado no Brasil. Fundou as rádios Difusora e a Delta FM, além de ter sido o idealizador da TV Bagé, atual RBS TV Bagé.

## Vida e obra
Filho do piloto de navios Francesco Gallo e de Aquila Mangini, Vincenzo Gallo nasceu em Nápoles, Itália, em 9 de outubro de 1900. Ainda muito jovem, perdeu o pai em um naufrágio.
Aos quatro anos de idade, emigrou e estabeleceu-se em Bagé com sua mãe e seu irmão mais novo Antonio. Passou a ser conhecido como "Vicente". Mais tarde, vieram também seus sobrinhos Ernesto e Luigi Gallo, que algum tempo depois se mudaram para Dom Pedrito. Para sustentar sua mãe, passou a juventude trabalhando em uma confeitaria de Bagé. Mais tarde, conseguiu um empréstimo no Banco Pelotense, e abriu a Tabacaria Gallo (atual "Casa Gallo") na Avenida Sete de Setembro, nº 860.
Em 1935, Vicente fundou o primeiro serviço de alto-falantes do estado, denominado de “A voz de Bagé”, cujo funcionamento era idêntico a uma estação de rádio, dadas as características da programação: música, notícias, esportes, utilidade pública, participação de artistas famosos, recitais de piano e uma grande equipe de locutores e apresentadores. Em 1942, fez a pioneira transmissão de rádio em Bagé, a partir da visita do então presidente Vargas à cidade.
Em 27 de fevereiro de 1956, Vicente inaugurou a Rádio Difusora, no prefixo ZYU-46. Mais tarde, em 1983, o empresário inaugurou a Delta FM, primeira emissora de rádio FM de Bagé.
Vicente Gallo Sobrinho morreu em 1986. Vários atos ocorreram, em vida ou após sua morte, em sua homenagem:
- O então núcleo Promorar de Bagé recebeu o nome de Núcleo Vicente Gallo Sobrinho, graças a um decreto do então prefeito Luiz Alberto Vargas;
- A Câmara de Veradores de Bagé, através de decreto, denominou de Rua Vicente Gallo Sobrinho a antiga Rua 782, no Bairro Hidráulica (Bagé);
- Homenagem da ACIBA (Associação Comercial e Industrial de Bagé) pelos 50 anos de atividades comerciais;
- Da Itália, o diploma "El Leon de San Marco", concedido pela Instituto Vêneto per Raportti com Paesi Dell'América Latina, registrando o reconhecimento e contribuição dos imigrantes italianos na fé e futuro do Brasil;
- entre outros registros comunitários e homenagens.[1]

## Vicente Gallo Sobrinho e a TV Bagé
Foi o idealizador e deu os primeiros passos para que Bagé tivesse um canal de televisão. Na década de 70, a cidade contava apenas com uma repetidora de TV. A luta de Vicente era para que a cidade ganhasse uma geradora. Em 27 de dezembro de 1973, o então Ministro das Comunicações do Brasil, Higyno Corsetti outorgou a concessão do canal 6 VHF. Pouco mais de três anos depois, em 19 de janeiro de 1977, com produção quase que inteiramente local, a TV Bagé (atual RBS TV Bagé) era inaugurada.